# Commentaire loyal
En common law, le concept de commentaire loyal (fair comment) est un moyen de défense à une allégation de diffamation.

## Droit québécois

### Application historique au Québec avant 2002
D'après l'arrêt Lebrun c. Harel, il a été décidé qu'un commentaire loyal sur une question d'intérêt public ou qui est soumise à l'intérêt du public ne constitue pas de la diffamation parce que le défendeur est en train de donner son opinion sur un enjeu d'intérêt public.
Les auteurs Duncan et Neill  définissent ainsi la défense de commentaire loyal : 
a) il doit s'agir d'une affaire d'intérêt public;
b) le commentaire doit s'appuyer sur des faits;
c) le commentaire doit être clairement reconnaissable;
d) le commentaire doit rencontrer le test objectif.
Cette notion de commentaire loyal  est ce qui a entraîné le rejet de la poursuite dans l'affaire Michaud c. Angenot, l'une des poursuites intentées dans le cadre de l'affaire Yves Michaud. La Cour d'appel a révisé la décision en rejetant l'argument de commentaire loyal sur le fondement de l'arrêt Prud'homme qui venait tout juste d'être rendu et dont le juge de première instance n'avait pas encore connaissance. Toutefois, elle rejette également l'appel sur le fondement que le défendeur n'a pas commis de faute.

### Refus d'application depuis 2002
Dans l'arrêt Prud'homme c. Prud'homme de 2002, la Cour suprême  rejette l'application de la défense de commentaire loyal en droit québécois.

« Son importation en droit civil est non seulement injustifiée, mais aussi inutile.  Les règles du régime de la responsabilité civile prévoient en effet que le défendeur peut faire valoir toutes les circonstances qui tendent à nier l’existence d’une faute.  Dans la mesure où les critères de la défense de commentaire loyal et honnête sont autant de circonstances à prendre en considération dans l’appréciation de l’existence d’une faute, ils font partie intégrante du droit civil québécois. »

Cela dit, les juges qui rejettent son application pure et simple considèrent tout de même que la règle peut fournir des repères utiles pour analyser un dossier de diffamation  ,. Vu à la lumière de l'arrêt Prud'homme, un défendeur qui sur le plan des faits plaiderait avoir fait un simple commentaire sur l'actualité serait en réalité en train de plaider un véritable argument de droit civil dont le nom exact est l'absence de faute, et la grille d'analyse des critères du commentaire loyal pourrait être utile à apprécier la valeur de cet argument d'absence de faute.
En outre, la notion de commentaire loyal présente des similitudes avec la bonne foi journalistique du droit français. Bien que la bonne foi journalistique n'est pas codifiée en droit québécois, la notion générale de bonne foi l'est, à l'article 6 du Code civil du Québec. Il demeure que la bonne foi journalistique n'est pas expressément codifiée.
Sous le régime du Code civil du Bas-Canada, le recours supplétif aux règles du droit anglais et du droit français était accepté en cas de silence de la loi, mais depuis l'adoption du nouveau Code civil du Québec en 1994, les juges se fient plutôt aux principes de la disposition préliminaire du Code civil, laquelle énonce que le Code établit le droit commun de façon expresse ou implicite.